# Спёрр, Джозайя Эдуард
Джозайя Эдуард Спёрр (англ. Josiah Edward Spurr; 1 октября 1870 года, Глостер (Массачусетс), штат Массачусетс, США — 12 января 1950 года, Орландо, США) — американский геолог, исследователь из Аляски. Член Американского геологического и географического обществ.

## Биография
Родился 1 октября 1870 года в рыбацкой деревне Глостер в штате Массачусетс США.Он был пятым ребенком Альфреда и Оратиа Спёрр, имевших 7 детей. Альфред Спёрр — капитан дальнего плавания оказал сильное влияние на Джозайю.
После окончания средней школы в 1888 году Спёрр начал изучать геологию в Гарвардском университете . Он был вынужден покинуть университет со второго курса. Спёрр устроился на работу ассистентом геологической службы в Миннесоте . Позже он продолжил учебу в Гарварде и в 1894 году получил степень магистра геологии.
В 1896—1898 годы Спёрр проводил первые геологические изыскания на Аляске, в основном в бассейне реки Юкон (1896—1897) и в бассейне реки Кускоким (1898). Летом 1898 года вместе с топографом Уильямом Постом пересек с юга на север западную часть хребта Аляски и спустился на двух лодках по реке Южный Кускоким, текущей на север с небольшим уклоном на запад. После приключения, которое едва не закончилось трагически, два исследователя достигли места слияния с рекой Северный Кускоким . Отсюда река, уже носящая название Кускоким, меняет свое направление в юго-западном направлении и после пересечения горы Кускоким, течет на запад. Они прослеживают и наносят на карту весь его курс (около 700 км) до устья.
После исследований на Аляске, Спёрр стал ведущим консультантом-геологом в мире. Он опубликовал более ста статей в научных журналах. Учёным были написано несколько книг и монографий, а также стихи и книги для широкой публики.
Основные труды геолога посвящены теории рудообразования. Спёрром была предложена гипотеза формирования эндогенных рудных месторождений вследствие внедрения так называемой рудной магмы. Описал зональные ряды месторождений, связанные с магмами основного и кислого состава, определил условия формирования рудных месторождений в береговых хребтах притоком магматического вещества под континент со стороны океана.
В возрасте 68 лет он заинтересовался происхождением лунных кратеров и опубликовал четыре книги в этой области. Спёрр занимался также вопросами рельефа Луны. В 1973 году именем Джозайи Эдуарда Спёрра был назван Лунный кратер.
Спёрр умер 12 января 1950 года в Орландо в штате Флорида .
Его именем названа гора на юго-западе Аляски, а также минерал из класса силикатов — спёррит Ca5[SiO4]2CO3.